# Karl Mark (Beamter)
Karl Mark (* 19. September 1951 in Innsbruck) ist ein österreichischer Beamter und ein ehemaliger Bezirkshauptmann. 

## Leben
Mark war Büroleiter vom Landeshauptmann Eduard Wallnöfer. Von 1993 bis 2016 war er Bezirkshauptmann für den Bezirk Schwaz. Danach war er Büroleiter vom Landeshauptmann Alois Partl.
Seit seiner Pension engagiert sich Mark unter anderem als Kapellmeister seiner eigenen Musikkapelle Mark Brothers und als Präsident des Vereins Sicheres Tirol. Die Leitung des Kirchenchores in Schönberg im Stubaital, wo er auch lebt, gab er nach über 50 Jahre ehrenamtlicher Tätigkeit 2025 endgültig ab.
Karl Mark ist seit 1982 verheiratet und hat eine Tochter und einen Sohn.

## Auszeichnungen
- Verdienstkreuz des Landes Tirol
- Verdienstkreuz der Stadt Innsbruck